# Инцидент в Харотабаде
Инцидент в Харотабаде — расстрел четырёх россиян и одного таджика силами пограничной полиции Пакистана в пригороде Кветты в мае 2011 года. Они были убиты в связи с тем, что подозревались в подготовке терактов.

## Ход боя
20 мая 2011 года в пригороде Кветты сотрудники пограничной полиции Пакистана расстреляли группу россиян. По словам пакистанской стороны пятеро чеченцев атаковали блок-пост полиции и были уничтожены ответным огнём. Один полицейский погиб. Однако, вице-консул российского посольства в Карачи опроверг данную информацию. По его словам были убиты 4 россиянина (среди которых была беременная уроженка Якутска 1992 г.р.) и один гражданин Таджикистана. Вице-консул затруднился ответить, каким образом россияне оказались в Пакистане.